# Adelskalender
L'Adelskalender est un classement de patinage de vitesse qui se base sur les meilleures performances des patineurs sur diverses distances dans toute leur carrière. 
Les distances masculines sont le 500 m, le 1 500 m, le 5 000 m et le 10 000 m. 
Les distances féminines sont le 500 m, le 1 500 m, le 3 000 m et le 5 000 m.

## Méthode de calcul
Exemple avec le leader de l'Adelskalender Shani Davis.
Le temps du patineur est divisé par le nombre de tranches de 500 mètres pour chaque distance. Les points par distance sont ensuite additionnés. C'est le système de notation samalog.
| Distance | Temps          | Secondes | Divisé par | Points  |
| -------- | -------------- | -------- | ---------- | ------- |
| 500 m    | 34 s 78        | 34 s 78  | 1          | 34,780  |
| 1 500 m  | 1 min 41 s 04  | 101 s 04 | 3          | 33,680  |
| 5 000 m  | 6 min 10 s 49  | 370 s 49 | 10         | 37,049  |
| 10 000 m | 13 min 05 s 94 | 785 s 94 | 20         | 39,297  |
| Total    |                |          |            | 144,806 |

## Classement Adelskalender

### Classement masculin
(En date du 26 octobre 2018)
| no  | Patineur              | Pays                                                 | Date de naissance | 500 m   | 1 500 m       | 5 000 m       | 10 000 m       | Points  | Dernier record personnel |
| --- | --------------------- | ---------------------------------------------------- | ----------------- | ------- | ------------- | ------------- | -------------- | ------- | ------------------------ |
| 01. | Shani Davis           | États-Unis                                           | 13 août 1982      | 34 s 78 | 1 min 41 s 04 | 6 min 10 s 49 | 13 min 05 s 94 | 144,806 | 11 décembre 2009         |
| 02. | Sven Kramer           | Pays-Bas                                             | 23 avril 1986     | 36 s 17 | 1 min 43 s 54 | 6 min 03 s 32 | 12 min 38 s 89 | 144,959 | 11 février 2017          |
| 03. | Chad Hedrick          | États-Unis                                           | 17 avril 1977     | 35 s 52 | 1 min 42 s 14 | 6 min 09 s 68 | 12 min 55 s 11 | 145,289 | 27 décembre 2009         |
| 04. | Håvard Bøkko          | Norvège                                              | 2 février 1987    | 35 s 75 | 1 min 42 s 67 | 6 min 09 s 94 | 12 min 53 s 89 | 145,661 | 28 février 2015          |
| 05. | Ted-Jan Bloemen       | Canada (depuis août 2014) Pays-Bas (avant août 2014) | 16 août 1986      | 36 s 87 | 1 min 44 s 91 | 6 min 01 s 86 | 12 min 36 s 30 | 145,841 | 10 décembre 2017         |
| 06. | Denis Joeskov         | Russie                                               | 11 octobre 1989   | 35 s 42 | 1 min 41 s 02 | 6 min 11 s 79 | 13 min 12 s 49 | 145,896 | 9 décembre 2017          |
| 07. | Koen Verweij          | Pays-Bas                                             | 26 août 1990      | 35 s 64 | 1 min 41 s 63 | 6 min 09 s 51 | 13 min 08 s 97 | 145,915 | 9 décembre 2017          |
| 08. | Ivan Skobrev          | Russie                                               | 3 février 1983    | 35 s 90 | 1 min 42 s 94 | 6 min 08 s 77 | 12 min 58 s 36 | 146,008 | 17 novembre 2013         |
| 09. | Sverre Lunde Pedersen | Norvège                                              | 17 juillet 1992   | 35 s 87 | 1 min 43 s 08 | 6 min 07 s 61 | 13 min 02 s 42 | 146,112 | 10 décembre 2017         |
| 10. | Jan Blokhuijsen       | Pays-Bas                                             | 1er avril 1989    | 35 s 59 | 1 min 43 s 78 | 6 min 11 s 91 | 12 min 57 s 58 | 146,253 | 28 décembre 2013         |
| 11. | Enrico Fabris         | Italie                                               | 5 octobre 1981    | 35 s 99 | 1 min 43 s 48 | 6 min 06 s 06 | 13 min 10 s 60 | 146,619 | 12 décembre 2009         |
| 12. | Bart Swings           | Belgique                                             | 12 février 1991   | 36 s 46 | 1 min 42 s 48 | 6 min 11 s 54 | 12 min 57 s 31 | 146,639 | 21 novembre 2015         |
| 13. | Brian Hansen          | États-Unis                                           | 3 septembre 1990  | 34 s 87 | 1 min 42 s 16 | 6 min 17 s 84 | 13 min 19 s 60 | 146,687 | 28 décembre 2013         |
| 14. | Lee Seung-hoon        | Corée du Sud                                         | 6 mars 1988       | 36 s 34 | 1 min 44 s 83 | 6 min 07 s 04 | 12 min 55 s 54 | 146,764 | 15 février 2018          |
| 15. | Jonathan Kuck         | États-Unis                                           | 14 mars 1990      | 35 s 97 | 1 min 43 s 12 | 6 min 09 s 73 | 13 min 11 s 24 | 146,878 | 17 novembre 2013         |
| 16. | Andrea Giovannini     | Italie                                               | 27 août 1993      | 36 s 57 | 1 min 44 s 17 | 6 min 08 s 80 | 13 min 05 s 62 | 147,454 | 10 décembre 2017         |
| 17. | Trevor Marsicano      | États-Unis                                           | 5 avril 1989      | 35 s 72 | 1 min 42 s 31 | 6 min 16 s 55 | 13 min 21 s 06 | 147,531 | 30 décembre 2009         |
| 18. | Jochem Uytdehaage     | Pays-Bas                                             | 9 juillet 1976    | 36 s 27 | 1 min 44 s 57 | 6 min 14 s 66 | 12 min 58 s 92 | 147,538 | 19 novembre 2005         |
| 19. | Nicola Tumolero       | Italie                                               | 24 septembre 1994 | 37 s 12 | 1 min 45 s 07 | 6 min 07 s 50 | 12 min 54 s 32 | 147,609 | 15 février 2018          |
| 20. | Alexis Contin         | France                                               | 19 octobre 1986   | 36 s 57 | 1 min 44 s 00 | 6 min 11 s 95 | 13 min 04 s 80 | 147,671 | 8 mars 2015              |
| 21. | Simen Spieler Nilsen  | Norvège                                              | 4 août 1993       | 35 s 72 | 1 min 45 s 40 | 6 min 13 s 81 | 13 min 12 s 96 | 147,882 | 10 décembre 2017         |
| 22. | Carl Verheijen        | Pays-Bas                                             | 26 mai 1975       | 36 s 99 | 1 min 45 s 78 | 6 min 08 s 98 | 12 min 55 s 30 | 147,913 | 24 février 2007          |
| 23. | Denny Morrison        | Canada                                               | 8 septembre 1985  | 34 s 85 | 1 min 42 s 01 | 6 min 19 s 91 | 13 min 41 s 65 | 147,926 | 1er décembre 2017        |
| 24. | Patrick Beckert       | Allemagne                                            | 17 avril 1990     | 37 s 74 | 1 min 45 s 15 | 6 min 07 s 02 | 12 min 52 s 76 | 148,130 | 10 décembre 2017         |
| 25. | Sindre Henriksen      | Norvège                                              | 24 juillet 1992   | 36 s 03 | 1 min 43 s 68 | 6 min 15 s 74 | 13 min 21 s 28 | 148,228 | 3 décembre 2017          |

- À la retraite
- Temps en gras : Record du monde actuel

### Classement féminin
(En date du 26 octobre 2018)
| no  | Patineuse              | Pays       | Date de naissance | 500 m   | 1 500 m       | 3 000 m       | 5 000 m       | Points  | Dernier record personnel |
| --- | ---------------------- | ---------- | ----------------- | ------- | ------------- | ------------- | ------------- | ------- | ------------------------ |
| 01. | Cindy Klassen          | Canada     | 12 août 1979      | 37 s 51 | 1 min 51 s 79 | 3 min 53 s 34 | 6 min 48 s 97 | 154,560 | 19 mars 2006             |
| 02. | Martina Sáblíková      | Tchéquie   | 27 mai 1987       | 39 s 23 | 1 min 53 s 44 | 3 min 55 s 10 | 6 min 42 s 66 | 156,492 | 21 novembre 2015         |
| 03. | Ireen Wüst             | Pays-Bas   | 1er avril 1986    | 38 s 44 | 1 min 52 s 08 | 3 min 58 s 01 | 6 min 54 s 28 | 156,896 | 19 février 2014          |
| 04. | Anni Friesinger        | Allemagne  | 11 janvier 1977   | 37 s 77 | 1 min 53 s 09 | 3 min 58 s 52 | 6 min 58 s 39 | 157,058 | 17 novembre 2007         |
| 05. | Miho Takagi            | Japon      | 22 mai 1994       | 37 s 97 | 1 min 51 s 49 | 3 min 57 s 09 | 7 min 04 s 63 | 157,111 | 19 octobre 2018          |
| 06. | Claudia Pechstein      | Allemagne  | 22 février 1972   | 38 s 99 | 1 min 54 s 31 | 3 min 57 s 35 | 6 min 46 s 91 | 157,342 | 17 novembre 2007         |
| 07. | Kristina Groves        | Canada     | 4 décembre 1976   | 38 s 75 | 1 min 53 s 18 | 3 min 58 s 11 | 6 min 54 s 55 | 157,616 | 4 décembre 2009          |
| 08. | Jorien ter Mors        | Pays-Bas   | 21 décembre 1989  | 37 s 39 | 1 min 53 s 51 | 4 min 02 s 23 | 7 min 06 s 79 | 158,276 | 26 février 2017          |
| 09. | Marrit Leenstra        | Pays-Bas   | 10 avril 1989     | 37 s 95 | 1 min 52 s 06 | 4 min 02 s 74 | 7 min 06 s 74 | 158,433 | 3 décembre 2017          |
| 10. | Christine Nesbitt      | Canada     | 17 mai 1985       | 37 s 59 | 1 min 52 s 75 | 4 min 03 s 44 | 7 min 07 s 15 | 158,461 | 21 janvier 2012          |
| 11. | Antoinette de Jong     | Pays-Bas   | 6 avril 1995      | 39 s 12 | 1 min 54 s 51 | 3 min 57 s 78 | 6 min 56 s 45 | 158,605 | 14 octobre 2018          |
| 12. | Daniela Anschütz       | Allemagne  | 20 novembre 1974  | 39 s 38 | 1 min 53 s 80 | 3 min 58 s 07 | 6 min 56 s 15 | 158,606 | 4 décembre 2009          |
| 13. | Heather Bergsma        | États-Unis | 20 mars 1989      | 36 s 90 | 1 min 50 s 85 | 4 min 05 s 00 | 7 min 20 s 27 | 158,710 | 21 novembre 2015         |
| 14. | Ivanie Blondin         | Canada     | 2 avril 1990      | 38 s 93 | 1 min 55 s 14 | 3 min 59 s 47 | 6 min 55 s 88 | 158,809 | 10 décembre 2017         |
| 15. | Natalya Voronina       | Russie     | 21 octobre 1994   | 39 s 66 | 1 min 55 s 58 | 3 min 57 s 70 | 6 min 53 s 16 | 159,118 | 10 décembre 2017         |
| 16. | Ida Njåtun             | Norvège    | 6 février 1991    | 39 s 01 | 1 min 52 s 71 | 4 min 01 s 47 | 7 min 04 s 00 | 159,225 | 8 mars 2015              |
| 17. | Jorien Voorhuis        | Pays-Bas   | 26 août 1984      | 39 s 16 | 1 min 54 s 85 | 3 min 59 s 51 | 6 min 59 s 23 | 159,284 | 16 novembre 2013         |
| 18. | Renate Groenewold      | Pays-Bas   | 8 octobre 1976    | 39 s 48 | 1 min 55 s 29 | 3 min 55 s 98 | 7 min 01 s 21 | 159,361 | 16 novembre 2007         |
| 19. | Annouk van der Weijden | Pays-Bas   | 27 juin 1986      | 39 s 33 | 1 min 55 s 81 | 4 min 00 s 45 | 6 min 54 s 17 | 159,425 | 16 février 2018          |
| 20. | Maki Tabata            | Japon      | 9 novembre 1974   | 39 s 18 | 1 min 54 s 28 | 4 min 01 s 01 | 7 min 00 s 09 | 159,450 | 12 décembre 2009         |
| 21. | Misaki Oshigiri        | Japon      | 29 septembre 1992 | 38 s 59 | 1 min 54 s 10 | 4 min 03 s 97 | 7 min 01 s 93 | 159,478 | 29 janvier 2016          |
| 22. | Jennifer Rodriguez     | États-Unis | 8 juin 1976       | 37 s 87 | 1 min 54 s 19 | 4 min 04 s 99 | 7 min 07 s 93 | 159,558 | 12 décembre 2009         |
| 23. | Paulien van Deutekom   | Pays-Bas   | 4 février 1981    | 39 s 40 | 1 min 54 s 44 | 3 min 59 s 18 | 7 min 02 s 40 | 159,650 | 13 février 2008          |
| 24. | Marije Joling          | Pays-Bas   | 17 avril 1990     | 39 s 24 | 1 min 54 s 43 | 4 min 00 s 48 | 7 min 03 s 19 | 159,782 | 15 novembre 2015         |
| 25. | Varvara Barysjeva      | Russie     | 24 mars 1977      | 38 s 86 | 1 min 55 s 22 | 4 min 05 s 73 | 6 min 56 s 97 | 159,918 | 23 février 2002          |

- À la retraite
- Temps en gras : Record du monde actuel